# Іхсан
Іхсан (араб. احسان; «совісність», «чистосердечність», «вдосконалення в щирості віри») — одна з трьох складових мусульманства, нарівні з віровченням (іман) і релігійною практикою (ісламом); ідеал, до якого прагне кожна глибоко віруюча людина в ім'я власного духовного піднесення і розквіту. Протиставляється ханжеському благочестю, лицемірству, показній святості (рійа').
Полягає в тому, що бажання і прагнення віруючого повинні повністю збігатися з бажанням Аллаха. Усі свої сили віруючий повинен віддати в ім'я розповсюдження добра і праведних справ Аллаха..